# Діра дракона
16°31′30″ пн. ш. 111°46′04″ сх. д. / 16.5249° пн. ш. 111.7679° сх. д.
Діра Дракона (англ. Dragon Hole; кит.: 三沙永乐龙洞, дослівно: «Печера дракона Саньша Юнле»; також відома як: кит.: 三沙市蓝洞或永樂藍洞, дослівно: «Блакитна печера Саньша» або «Блакитна діра Юнле», англ. Yongle Blue Hole) — блакитна діра, підводна воронка, у Парасельському архіпелазі Південнокитайського моря. Названа на честь третього імператора династії Мін, була найглибшою відомою блакитною дірою у світі, глибиною в 300,89 метрів, поки в 2024 році не було виявлено, що Блакитна діра Таам Джа перевершила її на 120 метрів.

## Географія
Діра Дракона знаходиться приблизно за 9 кілометрів на північ від острова Драммонд (група Кресент, Парасельські острови). Блакитні діри створюють характерний темно-синій колір, якщо дивитися зверху, і зазвичай мають глибину від кількох десятків до кількох сотень метрів.
Місцеві рибалки називають його «оком» Південно-Китайського моря, і, згідно з легендою, саме там Король мавп, зображений у романі «Подорож на Захід», знайшов свою золоту дубину.
Діра Дракона приблизно на 100 метрів глибша за Блакитну діру Діна на Багамах. На суші є кілька воронок із прісною водою, які глибші за діру Драконову. До них відноситься мексиканська карстова лійка Сакатон 339 метрів, Поццо-дель-Мерро в Італії 392 метри і прірва Границі в Чехії має загальну підтверджену глибину станом на 2022 рік 519,5 метрів — 69,5 метрів над водою і 450 метрів під водою.
Блакитна діра Дракона була утворена приблизно в той же час, що й острови Південнокитайського моря, що оточують її зокрема Парасельського архіпелагу.  Сині діри можуть утворюватися кількома способами. Найбільш поширеним є танення льодових структур на поверхні, що призводить до великих ям, де колись був лід. Блакитні діри також можуть утворюватися після руйнування поверхні дна океану внаслідок тектонічних зсувів, що призводять до осідання піску та уламків. Блакитна діра в Белізі колись була сухопутною печерою; її теперішній вигляд є результатом підвищення рівня моря та подальшого обвалення даху.

## Відкриття
Точне місце розташування діри Дракона 16°31.55′ пн. ш. 111°46.1′ сх. д. / 16.52583° пн. ш. 111.7683° сх. д.. Географічно отвір знаходиться на східному атолі Парасельських островів у Південно-Китайському морі.
Як повідомляє агентство Сіньхуа, після відкриття діри Дракона місцевими рибалками перші методи дослідження включали використання підводного робота «Video Ray Pro 4». Цей робот виявив, що глибина ями становить 301 метр, а її ширина в деяких місцях становить близько 130 метри. Під час перших пошукових робіт було виявлено понад 20 нових видів морських мешканців.
Інша інформація, отримана під час початкових ґрунтовних досліджень, полягала в різниці хімічного складу водних товщ. На глибині понад 90 метрів було відзначено, що рівень кисню падає, що ускладнює тут життя. Ця інформація спонукала до спекуляцій щодо того, чого можна дізнатися, дослідивши Драконову діру.

## Дослідження
Через навколишні геологічні проблеми були створені нові методи дослідження для вивчення отвору. Навколишні корали знаходяться лише на середній глибині 0,5-0,8 м, тому будь-які великі дослідницькі судна не мають змоги доступу добратися до отвору діри Дракона. 
Одним із нових методів було використання невеликого судна з плоским дном, що дозволяло йому стояти над входом у яму, незважаючи на мілководдя навколо нього. Це судно використовується як проміжна платформа для збору даних, а також для розгортання дистанційно-керованого підводного апарата (англ. ROV; укр. ДКА). Завдяки використанню «підводної інтегрованої навігаційної системи» ДКА міг отримувати команди в реальному часі, що дозволяло контролювати рух і спостереження.
Носій для пристроїв або судно з плоским дном служила важливим інструментом для транспортування обладнання для відбору проб і дослідження на місці без шкоди для навколишніх рифів і навколишнього середовища. Загальний розмір дослідницького судна становив 25х18 м.
Загальний розмір ДКА або пристрою становив 3,0x1,7x1,7 м. Конкретно використовувався «ДКА професійного рівня FCV2000D».
Блакитні діри дуже цінні для вчених у дослідженні зміни клімату, морської екології, а також геохімії та диверсифікації водних товщ. Під час досліджень, проведених на дірі Дракона, було зібрано безліч даних.

### Приливні вимірювання
Навколо Драконової діри, а також на дослідницькому судні тимчасово розгорнули мареографічні станції. Цей метод вимірювання дав точність у межах 3 см.

### Геодезія
Використання ДКА дозволило отримати тривимірну топографію всієї блакитної діри. ДКА, оснащений багатопроменевим пристроєм, зробив сканування всієї підводної системи. Поєднавши це з цифровим скануванням поверхні отвору, таким чином було створено тривимірну модель. 

### Гідрохімічні властивості
Блакитна діра Дракона, будучи однією з найглибших у своєму роді, дозволяє отримати найбільшу поверхню для збору даних, доступну для цього конкретного дослідження. Завдяки зібраних даних дослідникам стало очевидно, що в товщі води можна розрізнити два термоклини. Перший перехід між теплішою змішаною водою і холоднішою стоячою водою відбувається між 13 і 20 м. Другий термоклин знаходиться нижче в товщі води приблизно на 70-150 м.  Відбір проб води з різних глибин і шарів дозволяє збирати інформацію про скельні відкладення, мінерали, бактерії, організми та хімічні дослідження.  Вивчення цієї інформації може бути використане для виявлення важливих даних про історію Землі, починаючи з того часу, коли була утворена Драконова діра.

## Нотатки
1. ↑  Загальна підтверджена глибина прірви Граніце в 2022 році становила 519,5 метрів – 69,5 метрів над водою і 450 метрів під водою. Вважається, що глибина безодні може становити 800–1200 метрів, про що свідчить температура та хімічний склад води. Це підтверджують інші дослідження, опубліковані в науковій пресі у 2022 році.